# 사사키 유타
사사키 유타(일본어: 佐々木 祐太, 1996년 2월 10일~)는 일본의 축구 선수이다.

## 구단 경력
그는 2020년 J3리그의 이와테 그루자 모리오카에 입단했고, 2년동안 팀에서 뛰었다. 2021년후 현역 은퇴.